# Germoplasma

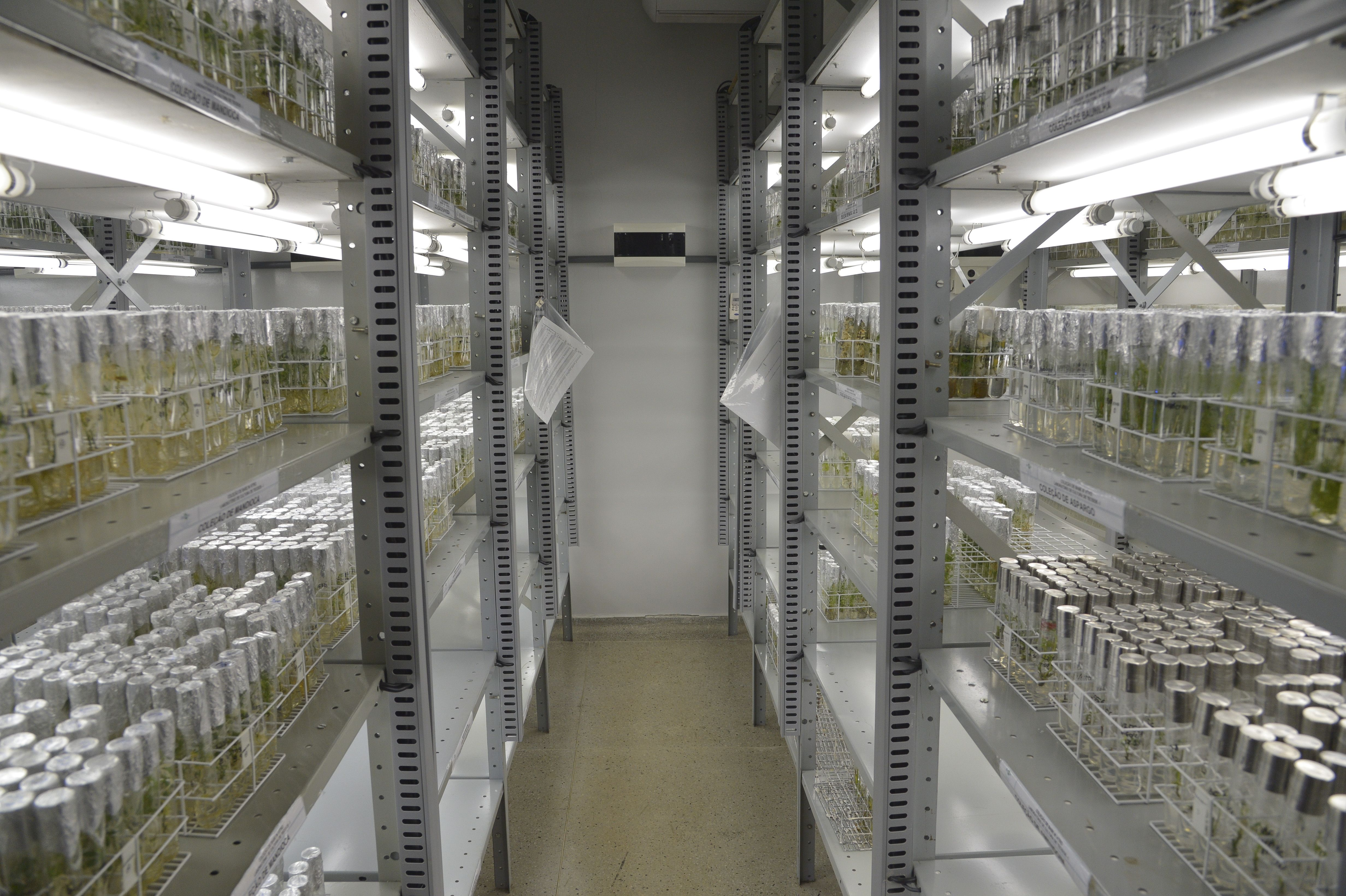
Embrapa inaugura novas instalações do Banco de Germoplasma. Os germoplasmas são qualquer estrutura de um organismo vivo que possa dar origem a exemplares da mesma espécie, como sementes (Wilson Dias/Agência Brasil)

Bancos de germoplasma são unidades conservadoras de material genético de uso imediato ou com potencial de uso futuro, onde não ocorre o descarte de acessos, o que os diferencia das "coleções de trabalho", que são aquelas em que se elimina o que não interessa ao melhoramento genético.
O germoplasma é o material genético de um indivíduo que pode ser transmitido, sexualmente ou somaticamente, de uma geração para outra. De modo geral, o germoplasma pode representar uma espécie, população, híbrido, ou cultivar. A conservação do germoplasma pode ser realizada de diversas formas, mas geralmente são classificadas como “in situ”, em áreas naturais ou administradas ou fazendas, ou “ex situ”, em bancos de sementes, repositórios de tecidos, ou jardins botânicos. Ele deve ser coletado, armazenado, e administrado para que sua utilidade seja mantida (ou seja, viabilidade, quantidade, e diversidade) para o uso intencionado.
- A história dos esforços para a conservação das espécies vegetais pelo mundo é muito recente. O maior indicativo disso é o fato de que os principais órgãos internacionais com foco na conservação de espécies apenas surgiram nos anos 1960, com foco expressivo e maior engajamento, evidenciados por meio de tratados internacionais, por exemplo, apenas a partir do começo dos anos 2000.[1]

## Importância
Ao longo dos últimos 70 ou 80 anos, cientistas em torno do mundo têm desenvolvido cultivares de safras com produções melhores e maiores para crescimento em escalas cada vez maiores. Isto inevitavelmente levou à substituição de variedades vegetais localmente adaptadas cultivadas em sistemas de agricultura tradicional que possuíam maiores variações e menor produção. Desde 1969, menos de cinco variedades de cada uma das várias culturas principais: feijão comum (Phaseolus vulgaris), algodão (Gossypium spp.), ervilha (Pisum sativum), batata, arroz, batata doce, ocupavam mais de 50% de toda área de plantio dos Estados Unidos. Ademais, todas as principais colheitas têm sofrido uma queda em sua base genética, e a diversidade em cultivos tem sido substituída pela uniformidade genética, situação esta que pode levar a uma suscetibilidade uniforme a pestes e doenças. Essa perda de diversidade nas colheitas tem sido acompanhada por uma adicional perda de variabilidade genética encontrada na natureza e em espécies selvagens relacionadas às plantas dessas colheitas, devido às melhorias genéticas das lavouras, que podem ocasionar contaminações genéticas de plantas silvestres presentes na região do plantio, e à destruição de ecossistemas naturais pelo desenvolvimento humano. O paradoxo oriundo disso é que para ser possível desenvolver novas cultivares de colheitas no futuro, os criadores de plantas irão necessitar do acesso à riqueza de genes que estão sendo perdidos hoje: portanto há uma atual urgência pela conservação.

## História
Em 1926, o geneticista russo e criador de plantas N.I. Vavilov propôs que o melhoramento das safras se baseasse em uma ampla variabilidade genética, e para este fim ele coletou plantas cultivadas e seus respectivos tipos selvagens de diversas partes do mundo. Foi Vavilov quem primeiro focou sua atenção na diversidade existente de plantas cultivadas e no fato de estarem concentradas no que ele chamou de “centros de diversidade”. Ele investigou a distribuição das principais culturas e determinou áreas onde haviam concentrações de variedades botânicas, utilizando estudos detalhados de sua morfologia, citologia, genética, resistência a pragas e doenças, e adaptação a condições climáticas.
Muito tempo depois, nos anos 1960, a conservação genética internacional de safras e espécies relacionadas a safras ganharam impulso. Isto foi liderado pela Organização para Alimentos e Agricultura das Nações Unidas (FAO), e nos anos 1970 pelo Quadro Internacional para Recursos Genéticos Vegetais (IBPGR) e sua organização sucessora, o Instituto Internacional de Recursos Genéticos Vegetais (IPGRI), atualmente conhecido como Bioversity International. Impulso adicional foi fornecido pela Convenção sobre Diversidade Biológica (CBD) em 1992, onde os objetivos constatados foram “a conservação da diversidade biológica, o uso sustentável de seus componentes, e a repartição justa e equitativa dos benefícios oriundos da utilização dos recursos genéticos”. O artigo 1 do Compromisso Internacional sobre Recursos Genéticos Vegetais da FAO (adotado em 2001) ecoa os três principais objetivos da CBD, que em conjunto com a FAO promove a adoção de uma abordagem complementar para conservação de recursos genéticos vegetais para agricultura que incorpora técnicas tanto in situ quanto ex situ. O Tratado Internacional sobre Recursos Genéticos Vegetais entrou em vigor em 2004 fornecendo aos criadores acesso a espécies de cultivo e parentes selvagens guardados em coleções públicas. Mais de 100 países assinaram esse Tratado.
A Estratégia Global para Conservação Vegetal (GSPC) foi desenvolvida no começo dos anos 2000 como um instrumento do CBD. Sua visão é de um “futuro sustentável e positivo onde as atividades humanas apoiam a diversidade da vida vegetal (incluindo a resistência da diversidade genética vegetal, a sobrevivência de espécies e comunidades de plantas, e seus habitats associados e associações ecológicas), e onde, por sua vez, a diversidade de plantas apoia e melhora nossos meios de vida e bem-estar.”
O Protocolo de Nagoya sobre Acesso a Recursos Genéticos e Repartição Justa e Equitativa dos Benefícios decorrentes de sua Utilização para a Convenção sobre Diversidade Biológica entrou em vigor em 2014. Ele é um acordo suplementar ao CBD que tem como objetivo a repartição dos benefícios oriundos da utilização dos recursos genéticos de forma justa e equitativa.

## Tipos de Bancos
Podem ser classificados em "bancos de base" ou em "bancos ativos". Os primeiros são aqueles em que se conserva o germoplasma em câmaras frias (conservação de 1 °C até -20 °C), in vitro (conservação de partes vegetais em meio de cultura de crescimento) ou em criopreservação (conservação em nitrogênio líquido a -196 °C), por longos prazos, podendo até mesmo ficar longe do local de trabalho do melhorista genético, sem utilizá-las para estudos, intercâmbios, etc. A melhor forma de manter esse tipo de coleção é por criopreservação, com exceção das sementes recalcitrantes (sementes não resistentes à desidratação), essas devem ser conservadas ex situ, o que é mais caro e trabalhoso, além de possuir uma maior exposição a patógenos e perdas causadas por acidentes. Coco, cacau, manga e seringueira são exemplos de plantas com sementes recalcitrantes, entretanto suas espécies podem ser criopreservadas in vitro utilizando embriões, ápices caulinares, gemas e pólen.
São considerados "ativos" aqueles que estão próximos ao pesquisador, nos quais ocorre o intercâmbio de germoplasma e plantios frequentes para caracterização, o que proporciona a conservação apenas a curto e médio prazos. Essas coleções têm a responsabilidade de garantir a diversidade genética, de multiplicá-las, distribuí-las aos usuários, e promover sua caracterização por diferentes metodologias. Os Bancos Ativos de Germoplasma (BAG) apresentam acessos de uma ou de poucas culturas, não sendo viável o armazenamento de acessos de muitas espécies.

## Bancos Pelo Mundo
O Segundo Relatório sobre a Situação Mundial dos Recursos Genéticos Vegetais para Agricultura (PGRFA) demonstrou que até 2010 houve cerca de 7.4 milhões de adições de material genético aos bancos ex situ, um aumento de 20 % desde 1996.
Ainda de acordo com este relatório, existem mais de 1750 bancos de genes individuais no mundo, dos quais 130 mantêm mais de 10.000 amostras cada. Também há substanciais coleções ex situ em jardins botânicos, dos quais existem mais de 2500 ao redor do mundo. Os bancos de genes estão localizados em todos os continentes, porém são ainda relativamente menos frequentes na África quando comparado com o resto do mundo.
- Svalbard Global Seed Vault - é um dos bancos mais importantes do mundo. Foi construído dentro de uma montanha em um túnel artificial na ilha norueguesa de Spitsbergen, que é parte do arquipélago de Svalbard, a cerca de 1307 km do Polo Norte. Foi desenvolvido para resistir a catástrofes como guerras nucleares e guerras mundiais. É operado pela Global Crop Diversity Trust.[4]
- Millennium Seed Bank - é o maior banco de sementes do mundo. Está localizado no jardim botânico Wakehurst Place em West Sussex, perto de Londres, na Inglaterra, Reino Unido. Tem espaço para armazenar bilhões de amostras e o objetivo final é conter todas as espécies de plantas possíveis. Seu primeiro marco de 10 % foi alcançado em 2009.[5]
- Australian Grains Genbank - é um centro nacional de armazenamento de material genético para criação de plantas e pesquisa. Está localizado no Grains Innovation Park, em Horsham, Victoria, Austrália. Tem o objetivo de proteger as sementes das espécies selvagens de colheita australianas ao longo de todo ano, visto que no verão as temperaturas alcançadas na região são muito extremas.[6]
- Centro Internacional de Melhoramento de Milho e Trigo (CIMMYT) - é um dos centros da CGIAR (Consórcio de Centros Internacionais de Pesquisa Agrícola) e possui a maior coleção de milho e trigo no mundo. Está localizado em El Batan, no México. A CIMMYT envia meio milhão de pacotes de sementes para 800 parceiros em 100 países a cada ano, e seus objetivos são: conservar, caracterizar, distribuir e usar esses recursos genéticos; distribuir de forma segura as sementes; promover a administração científica e garantir o acesso aberto aos dados e informações derivadas do CIMMYT; criar softwares de acesso aberto de qualidade; e desenvolver e validar novas ferramentas e métodos para mineração gênica e melhora de colheitas.[7]
- Instituto Internacional de Investigação do Arroz (IRRI) - é um dos centros da CGIAR e possui a maior coleção de diversidade genética de arroz do mundo. Está localizado em Los Baños, Laguna, nas Filipinas. Tem como objetivo a melhora da vida e bem-estar dos agricultores e consumidores de arroz, além de preservar a biodiversidade do arroz em longo prazo como parte da estratégia global para a conservação dos recursos genéticos do arroz.[8]
- Centro Internacional de Agricultura Tropical (CIAT) - é um dos centros da CGIAR e possui o maior e mais diverso banco de germoplasma de feijão do mundo. Sua sede é localizada em Palmira, na Colômbia. O germoplasma contido nesse banco foi utilizado para desenvolver variedades bioenriquecidas com ferro e zinco (60 % e 50% a mais, respectivamente). Um dos objetivos atuais é desenvolver variedades que combinem um bom valor nutricional com resistência climática.[9]
- Empresa Brasileira de Pesquisa Agropecuária (Embrapa) - é detentora do quinto maior banco de sementes do mundo, com mais de 120.000 amostras de mais de 1000 tipos de alimentos. O banco está localizado em Brasília, no Brasil. O foco deste banco vai além da preservação das espécies, tendo também a preocupação com a diversidade genética que existe dentro de uma espécie.[10] A variabilidade genética armazenada no BAG Arroz e Feijão é a matéria-prima dos programas de melhoramento, na construção da segurança alimentar para o povo brasileiro. Os acessos de arroz e feijão estão disponíveis para a comunidade científica nacional e internacional e para a sociedade em geral, através do processo de intercâmbio de germoplasma.[11] O Banco Genético da Embrapa já salvou os índios da tribo Krahô, que vivem no norte do Tocantins, pois a comunidade não conseguia cultivar a variedade específica de milho que consumia há muitas gerações, então a Embrapa disponibilizou um lote com 100 sementes do milho.[10]

## Estratégias de Conservação
As duas principais estratégias que abrangem a conservação do Germoplasma são definidas como: ex situ e in situ. Estas possuem diferenças significativas em suas técnicas de aplicação.
A conservação ex situ está relacionada com o armazenamento do recurso genético vegetal fora do seu habitat natural. As amostras podem ser preservadas em conjuntos vivos de plantas, em locais como jardins botânicos ou arboretos, ou em bancos genéticos de campo. Além disso, também há armazenamento de plantas em forma de tubérculos, sementes, ou DNA utilizando meios artificiais de preservação, como a conservação in vitro. 
Em contrapartida, o modo de conservação in situ visa a preservação dos ecossistemas e habitats naturais em toda sua abrangência, e dos recursos genéticos que existem em seus arredores. E, no caso de espécies domesticadas ou cultivadas, nos arredores onde desenvolveram suas propriedades distintas.
A forma mais conveniente de armazenar a grande maioria dos germoplasmas vegetais é através do armazenamento de sementes. As principais exceções são plantas que normalmente são propagadas vegetativamente e não produzem sementes viáveis (como banana, por exemplo), e culturas que possuem sementes com vida útil muito curta (como cacau, por exemplo). A segunda exceção mencionada é geralmente denominada como semente recalcitrante, pois não é capaz de resistir a secagens abaixo de umidades relativamente altas sem haver perda de viabilidade. Existem também espécies com comportamentos de armazenamento intermediários, onde as sementes podem ser secas até níveis de umidade relativamente baixos (7-12%), sendo baixo o suficiente para serem qualificadas como ortodoxas nesse aspecto, porém muito sensíveis para resistir às baixas temperaturas tipicamente empregadas para o armazenamento de sementes ortodoxas. Muitas espécies de árvores temperadas e tropicais, incluindo árvores de óleo de palma, borracha, cacau, e café, podem ter suas sementes classificadas como recalcitrantes. Afortunadamente, a maioria das plantas de colheita que produzem sementes demonstram comportamentos ortodoxos, permitindo assim seu armazenamento por períodos de tempo relativamente longos.
Os dois fatores mais importantes para a conservação efetiva de sementes ortodoxas são a umidade e a temperatura. Sua longevidade é dobrada para cada redução de 5 °C na temperatura ou para cada redução de 1 % na umidade. Isto é conhecido como a “regra do polegar” de Harrington. Sementes ortodoxas armazenadas em bancos de sementes são secas até 5-6 % de umidade e transferidas para recipientes selados que estão submetidos a temperaturas abaixo de -181 °C. O requisito e padrão mínimo para bancos genéticos é que as sementes devem ser armazenadas em condições “que garantam que a viabilidade do seu acesso permaneça acima de pelo menos 85 % durante 10 a 20 anos”.

#### Conservaçãoin vitro
Existem recursos genéticos que não são aptos para a técnica de armazenamento de sementes. Essas culturas são geralmente propagadas vegetativamente (como batatas), ou não são capazes de produzir sementes viáveis (como bananas), ou suas sementes possuem tempos de vida muito curtos (recalcitrantes). Por este motivo há muito interesse na aplicação da cultura de tecidos ou em técnicas in vitro. É possível armazenar plantas in vitro por curtos períodos de tempo, ou por períodos mais longos se o subcultivo for realizado por determinados intervalos de tempo. Tais armazenamentos de crescimento lento tem demonstrado bons resultados para certas culturas de batata e mandioca, além de culturas de frutas, como banana, maçã, pera, e morango, e muitas outras espécies de horticultura. Morangos já foram armazenados durante 6 anos através de adição ocasional de água ao meio de cultura, e alhos podem ser armazenados por curtos períodos de tempo se forem feitas subculturas a cada 18-24 meses.
A tecnologia in vitro também abre a possibilidade de armazenamentos em temperaturas ultra baixas ou criopreservação a -196 °C para armazenamento de germoplasma por tempo indefinido. Suspensões celulares, culturas de calos, meristemas, e embriões somáticos de diversas espécies podem ser criopreservadas em nitrogênio líquido. Embriões somáticos de espécies como mandioca podem ser dissecados e encapsulados para formar “sementes artificiais" para fins comerciais, e é provável que esses novos propágulos feitos pelo ser humano irão ser importantes para os processos de conservação no futuro.

#### A
O armazenamento de DNA, ou de partes de plantas, como as folhas de onde o DNA pode ser extraído, pode ser realizado de forma fácil e barata. Genes podem ser armazenados por períodos de tempo indefinidos na forma de DNA, proporcionando uma conservação de longo prazo. No entanto, ainda não é possível realizar uma recuperação da planta completa por este modo de armazenamento. O atual uso de genes para PGRFA armazenado por esta estratégia é limitado ao seu isolamento, clonagem, e transferência para um recipiente vegetal, como por exemplo a produção de plantas transgênicas.
O armazenamento de DNA é visto como algo complementar à conservação de germoplasma, uma vez que ele proporciona uma fonte de material genético que possibilita o entendimento da identidade de uma espécie ou a diversidade de uma população. Bancos de DNA através de parcerias como a Barcode of Life (BOL) providenciam fontes de documentos para referência. Os custos cada vez mais baixos e o aumento do poder de sequenciamentos genéticos, através de técnicas de próxima geração, e a disponibilidade de informação sequencial para comparação em bancos de dados como o Genbank, permitem que usuários desses bancos e criadores de plantas utilizem ferramentas para facilitar as tomadas de decisões. É envisionado que informações genômicas tornem-se as formas mais comuns de conservação e uso de germoplasma no futuro.

#### po
A conservação de germoplasma em bancos de germoplasma de campo ou plantações envolve a coleta e recolha de material de um local e sua transferência e plantio em um segundo local. Estes bancos possuem o recorrente provimento de respostas para fins de conservação de espécies persistentes e que são propagadas vegetativamente e utilizadas para conservação de cacau, coco, manga, borracha, banana, entre outros. 
Para a preservação de grandes bancos vivos em bancos de germoplasma de campo, busca-se uma maior proporção de terra e mão-de-obra. Deste modo a conservação para árvores frutíferas ocorre na forma de pomares e há muitos impedimentos relacionados a espaços adequados para cada variação genética. Deste modo, a técnica de conservação em Jardins Botânicos e Arboretos visa a conservação de um conjunto de plantas diversas.  Nestes espaços, há coleções de plantas para fins educacionais, econômicos e científicos. Há cerca de 1.700 jardins botânicos ao redor de todo o mundo, tendo mais de 3,2 milhões de acessos vivos de até 100.000 espécies.  Como há cerca de 10 % e 15 % de espécies que estão ameaçadas de extinção na natureza, deste modo cerca da metade dos jardins botânicos possuem um modelo de conservação no programa. Alguns desses jardins possuem coleções especializadas em cada planta, como contém espécies medicinais, florestais e selvagens. Além disso, esses espaços de jardins são repositórios de recursos genéticos, diretamente para plantas vivas e também alguns incluem biologia molecular e sementes expandidas para meios de conservação.

### Conservaçãoin situ
O método de conservação in situ é um dos modelos que vêm sendo empregados e valorizados diante do cenário atual. O mesmo resulta na preservação dos ecossistemas e dos habitats naturais, como mencionado anteriormente. Esse método se apresenta bastante viável pelo fato de apresentar algumas vantagens para o meio ambiente, pois permite a continuação do processo evolutivo natural da espécie e o mesmo também protege a vida silvestre, além de promover uma maior segurança na conservação de espécies com sementes recalcitrantes e de conservar os polinizadores e dispersores de sementes das espécies vegetais.
Porém, vale ressaltar que o método de conservação in situ apresenta algumas desvantagens, como por exemplo, o alto custo que o mesmo exige, devido à necessidade de constante monitoramento de grandes áreas, além de não garantir uma total conservação da variabilidade genética.
Esse método de conservação pode ser considerado uma estratégia complementar à conservação in situ, já que o mesmo permite que as espécies continuem o seu processo evolutivo, que está associado ao cultivo de agricultores em sistemas agrícolas tradicionais. Neste caso, o próprio agricultor pode controlar a conservação de germoplasma através de sementes que foram colhidas de variedades tradicionais plantadas anteriormente. Essas sementes são conservadas e, em seguida, são semeadas novamente nas temporadas.
Porém, esse tipo de conservação, como ocorre no caso do processo in situ, pode apresentar algumas desvantagens associadas a trocas constantes que o agricultor terá que promover entre as variedades tradicionais, o que poderá exigir incentivos econômicos. No caso da não realização da troca, o germoplasma em conservação poderá ser afetado.

## Criopreservação
A criopreservação é um processo de conservação a temperaturas ultra baixas. O germoplasma que será submetido a este processo deverá antes passar por uma etapa de pré-tratamento, sendo preparado de modo que suas células suportem as temperaturas extremas da etapa de resfriamento, que é a segunda fase dessa técnica. E ainda há uma terceira etapa pela qual ele deve passar quando for retirado do armazenamento para ser utilizado, etapa essa denominada crescimento de recuperação, que é a parte mais crítica de todo o processo, pois as células que estavam "dormentes" deverão ter seus processos metabólicos regenerados.

### Pré-tratamento
O pré-tratamento em métodos de Criopreservação é de fundamental importância para esse processo, uma vez que uma má aplicação da mesma pode promover danos às células devido a formação de gelo intracelular, tendo em vista que existem grandes quantidades de água dentro das células vegetais. A formação de cristais de gelo dentro das células e a consequente expansão desses cristais irá romper as membranas e outras estruturas celulares tornando as sementes inviáveis. A etapa de pré-tratamento em criopreservação de germoplasma, refere-se à etapa do processo em que a célula vegetal sofre um tratamento, a fim de prover a ela uma a melhor tolerância aos processos de congelamento e descongelamento, para isso são comumente aplicados dois métodos, Pré-crescimento e Crioproteção.   
Pré-crescimento é um processo preparatório em que a cultura a ser criopreservada, adquire tolerância ao congelamento, por meio de sua suplementação com compostos que possuem atividade osmótica ou outras substâncias.
A Crioproteção é um processo que consiste na aplicação de compostos chamados crioprotetores, que são produtos químicos que possuem a capacidade de reduzir a temperatura em que ocorre o congelamento, isso faz com que a água intracelular diminua em quantidade, fazendo com que os cristais de gelo formados possuam tamanhos menores, com isso o dano que é causado por essa formação é reduzido. Existem algumas características que são essenciais para um bom crioprotetor, que são substâncias que não são tóxicas e substâncias altamente solúveis. Dois dos crioprotetores mais utilizados na atualidade são o DMSO (Dimetil sulfóxido) e o Glicerol.

### Reservação destaca-se o resfriamento lento, realizado a uma taxa de 0,1 a 2,0 °C/min utilizando um aparelho de congelamento controlado a uma determinada temperatura de pré-congelamento (geralmente em torno de -40 °C). Ocorre, também, a desidratação das amostras antes e durante o congelamento (desidratação induzida por congelamento). Toda a água congelável deve ser removida das células durante a desidratação, assim os solutos intracelulares altamente concentradosvitrificamapós a imersão em nitrogênio líquido.[12]
Nesse tipo de resfriamento, a membrana celular atua como uma barreira física, evitando a nucleação de gelo no interior das células (a temperaturas acima de, aproximadamente, -10 °C), que permanecem descongeladas, porém com seu conteúdo super-resfriado. Em condições ideais, grande parte ou toda a água intracelular congelável é removida, reduzindo as chances de formação de gelo intracelular, que se torna prejudicial após a subsequente imersão da amostra em nitrogênio líquido (LN2). Uma série de fatores influenciam o sucesso do método de resfriamento lento, tais como: taxas de resfriamento, pré-tratamentos e crioproteção, tipo e estado fisiológico do material experimental e a temperatura de congelamento terminal.
O resfriamento rápido é a forma mais simples de criopreservação, uma vez que este procedimento não requer equipamentos sofisticados e caros. Porém, este tipo de resfriamento não permite a desidratação da célula, e, caso não ocorra rapidamente, cristais de gelo poderão ser formados no citoplasma celular, podendo ser letal para a maioria das amostras biológicas. Atualmente a técnica clássica de resfriamento rápido foi modificada, evoluindo para a vitrificação, que consiste na formação do estado vítreo, processo que ocorre através da transição que a água sofre da fase líquida para um estado sólido amorfo, sem a formação de cristais de gelo. Esta técnica envolve a aplicação de concentrações elevadíssimas de crioprotetores que induzem a desidratação, tais como: dimetilsulfóxido (DMSO), etileno glicol, metanol, glicerol e propileno glicol. Outras substâncias crioprotetoras que merecem destaque são os açúcares, como a sacarose, trealose e glicose, que são excelentes agentes vitrificantes e apresentam baixa toxicidade para células vegetais, mesmo quando acumuladas em grande quantidade no citoplasma.
Existem sete procedimentos diferentes baseados na vitrificação: encapsulamento-desidratação, vitrificação, encapsulamento-vitrificação, desidratação, pré-crescimento, desidratação pré-crescimento, e vitrificação por gota.
- O primeiro procedimento, encapsulamento-desidratação, é baseado na tecnologia desenvolvida para a produção de sementes artificiais. Explantes são encapsulados em grânulos de alginato de cálcio (que os protege contra a desidratação), pré-crescidos em meio líquido contendo sacarose, parcialmente dissecados em cabine de fluxo laminar com ar seco ou com sílica gel (até alcançar um teor de água em torno de 20% com base no peso) e, por último, são rapidamente congelados. Amostras que passam por esse procedimento apresentam alta taxa de sobrevivência e uma recuperação rápida e direta do crescimento, sem formação de calos.
- O processo de vitrificação foi desenvolvido para ápices, suspensões de células e embriões somáticos de várias espécies diferentes. Ele consiste no tratamento das amostras com substâncias crioprotetoras, seguida de desidratação com soluções de vitrificação altamente concentradas e congelamento rápido.[14]
- A encapsulação-vitrificação é um método que consiste na combinação dos procedimentos anteriores, onde as amostras são encapsuladas em grânulos de alginato e, posteriormente, submetidas ao congelamento por vitrificação.[14]
- Dentre todos os procedimentos, a desidratação é o mais simples, pois consiste apenas em desidratar os explantes e congelá-los rapidamente por imersão direta em LN2.
- A técnica de pré-crescimento foi desenvolvida para culturas meristemáticas de Musa, onde as amostras são cultivadas na presença de crioprotetores e congeladas por imersão direta em LN2.
- Na técnica de desidratação pré-crescimento, os explantes também são cultivados na presença de crioprotetores, desidratados em cabine de fluxo de ar laminar ou sílica gel e, então, rapidamente congelados. Este método foi aplicado com sucesso em segmentos de caule de espargos, embriões somáticos de dendê, embriões zigóticos de coco e embriões somáticos de coentro.[14]
- Por último, a vitrificação por gota consiste no pré-tratamento das amostras com uma solução de carga e tratamento com solução de vitrificação, são então colocados em uma folha de alumínio com gotículas da solução de vitrificação e congelados em LN2.[14]

O armazenamento dos germoplasmas resfriados deve ser realizado em temperaturas ultra-baixas, utilizando refrigeradores à base de LN2 (-196°C). Temperaturas de armazenamento ultra-baixas devem permitir a imobilização total das atividades metabólicas das células e, caso a preservação a longo prazo seja desejada, devem interromper a demanda energética. Estima-se que por, pelo menos, várias décadas não devem ocorrer mudanças genéticas ou de desenvolvimento nas amostras criopreservadas.
Essa é uma estratégia viável pela facilidade da disponibilidade de nitrogênio líquido na maioria dos países, sendo preferível a outros sistemas em que pode haver interrupção no fornecimento de energia ou qualquer defeito no sistema mecânico, que podem comprometer a viabilidade dos espécimes.

### Crescimento de Recuperação
A regeneração ou crescimento de recuperação é a etapa que sucede o descongelamento das sementes no processo de criopreservação. Ela é considerada uma das fases mais críticas desse método, visto que tem como função a recuperação das células vivas que tiveram seus processos metabólicos interrompidos no congelamento.
Existem diversas formas de estimular o crescimento de recuperação e cada espécie repercute de maneira diferente a cada uma delas. Como por exemplo, uma técnica utilizada para a regeneração de células criopreservadas era a lavagem gradual com meio nutritivo resfriado. Entretanto, notou-se que esse método funcionava para algumas células, porém para outras não era satisfatório. Dessa forma, desenvolveram-se outras técnicas para a regeneração como o plaqueamento de células descongeladas em papéis de filtro, que são colocados sobre o meio de crescimento por um período de tempo. Por meio desse processo, a difusão dos crioprotetores é facilitada e as células crescem posteriormente de forma satisfatória. Além disso, são utilizados outros processos como a omissão de íons de amônio na cultura pós-descongelamento e a incorporação de carvão ativado no meio.
O crescimento de recuperação pode ser visto como um teste de viabilidade de células descongeladas. Isso se deve ao fato de que, caso elas possuam a capacidade de crescer após o descongelamento sem que tenham uma longa fase de latência, seu resultado se dará como satisfatório. A fase de latência é considerada um fator para avaliação do crescimento, visto que é uma consequência direta da lesão por congelamento, caso haja.

Existem diversos outros métodos para avaliar a viabilidade das células, tais como avaliação por pigmentação da planta, o índice mitótico, a eficiência de plaqueamento, etc. Contudo, o mais confiável e inquestionável é a capacidade de crescimento celular pós-descongelamento, ou seja, a regeneração.